# Olympisches Eisstadion Cortina
Das Olympische Eisstadion (italienisch Stadio olimpico del ghiaccio) ist eine Eissporthalle im italienischen Wintersportort Cortina d’Ampezzo, Region Venetien, im Nordosten des Landes. Sie wurde zwischen 1952 und 1955 für die Olympischen Winterspiele 1956 erbaut. Dort fanden die Wettbewerbe im Eishockey und Eiskunstlauf statt.

## Geschichte
Bei seiner Eröffnung 1955 besaß das Stadion noch keine Überdachung. Es wies eine Zuschauerkapazität von 12.000 (7000 auf Steh- und 5000 auf Sitzplätzen) auf. Von 2002 bis 2003 wurde die Anlage modernisiert und überdacht. Es standen 2000 Sitzplätze bei Sportveranstaltungen und 2700 bei Shows zur Verfügung. Seither wird die Eisarena als Nuovo Stadio Olimpico bezeichnet und bietet heute 2000 Steh- und 500 Sitzplätze.
Bei den Olympischen Winterspielen 2026 in Mailand und Cortina d’Ampezzo sollen die Curling-Wettbewerbe in der Halle stattfinden. Bei den nachfolgenden Winter-Paralympics 2026 soll die Eisarena für Rollstuhlcurling genutzt werden.

## Erwähnenswertes
- Die Tribünen haben eine Hufeisen-Form und verfügen mit einer Höhe von 14 Metern über vier Etagen.
- Seit 1955 trägt der Eishockeyclub SG Cortina (Serie A und Alps Hockey League) seine Heimspiele im Stadio olimpico del ghiaccio aus.
- Bekannt ist das Olympische Eisstadion Cortina zudem durch den James-Bond-Film In tödlicher Mission, für den einige Szenen in der Arena gedreht wurden.[4]

## Galerie

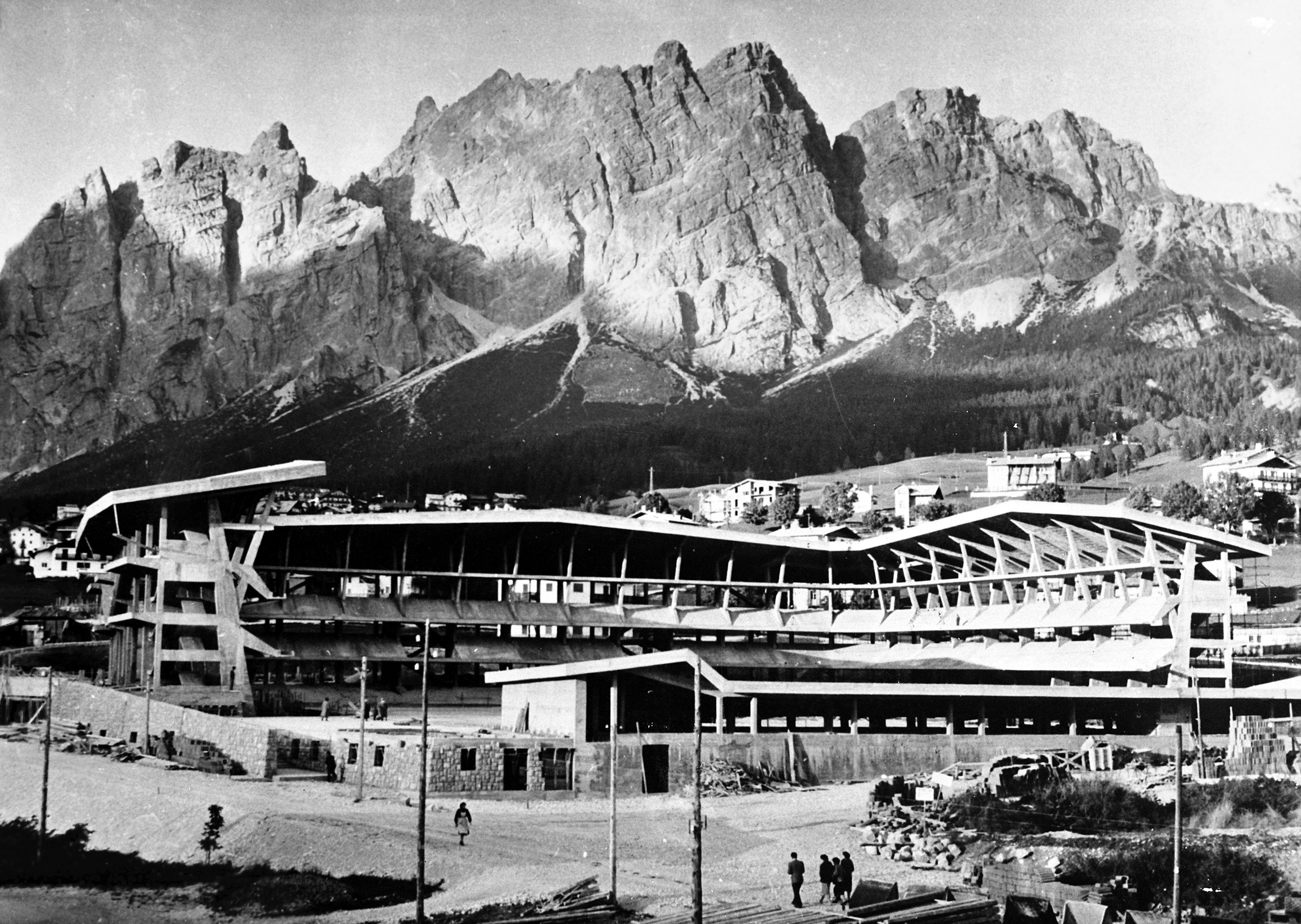
Die Stadionbaustelle im Dezember 1954
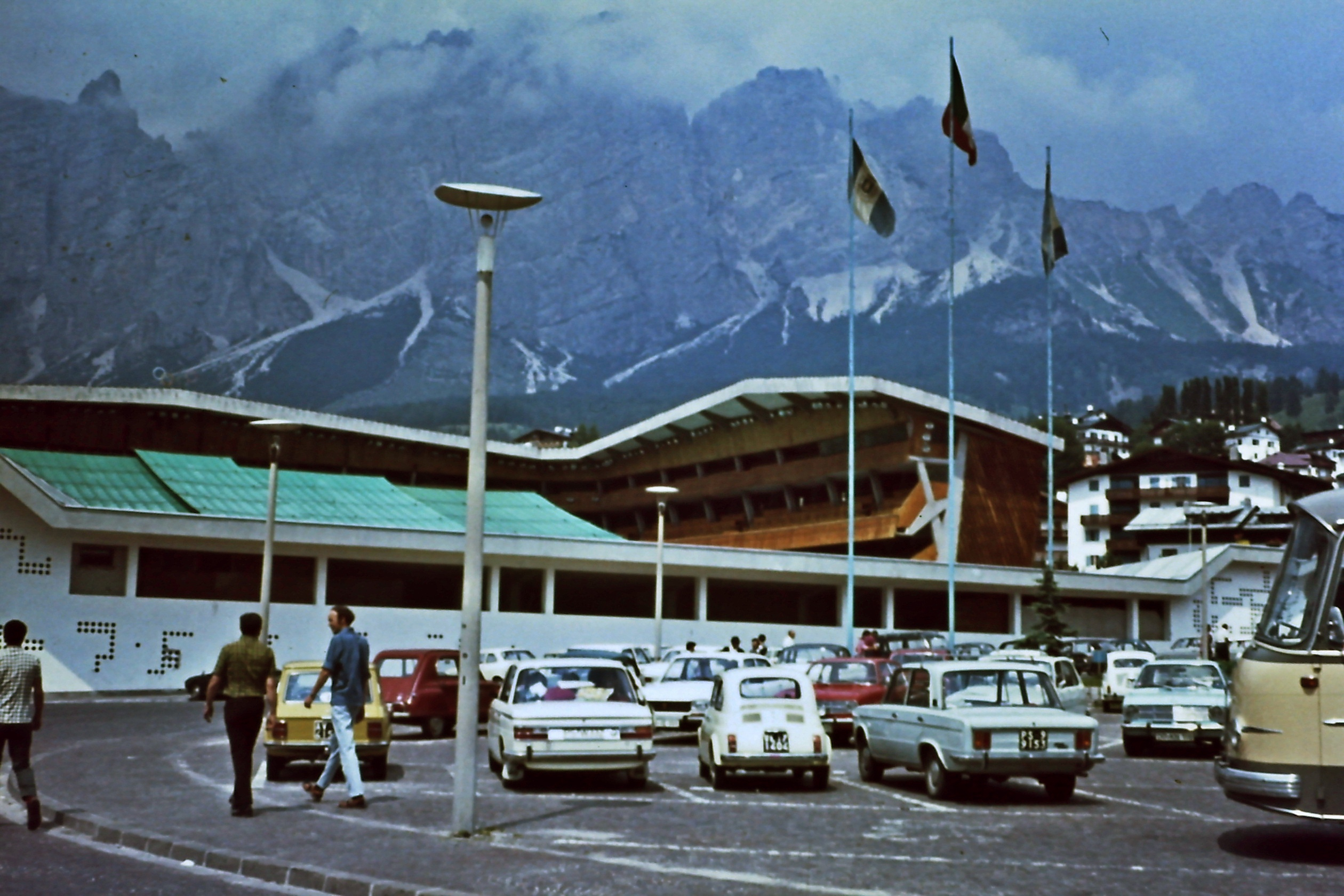
Außenansicht (1971)
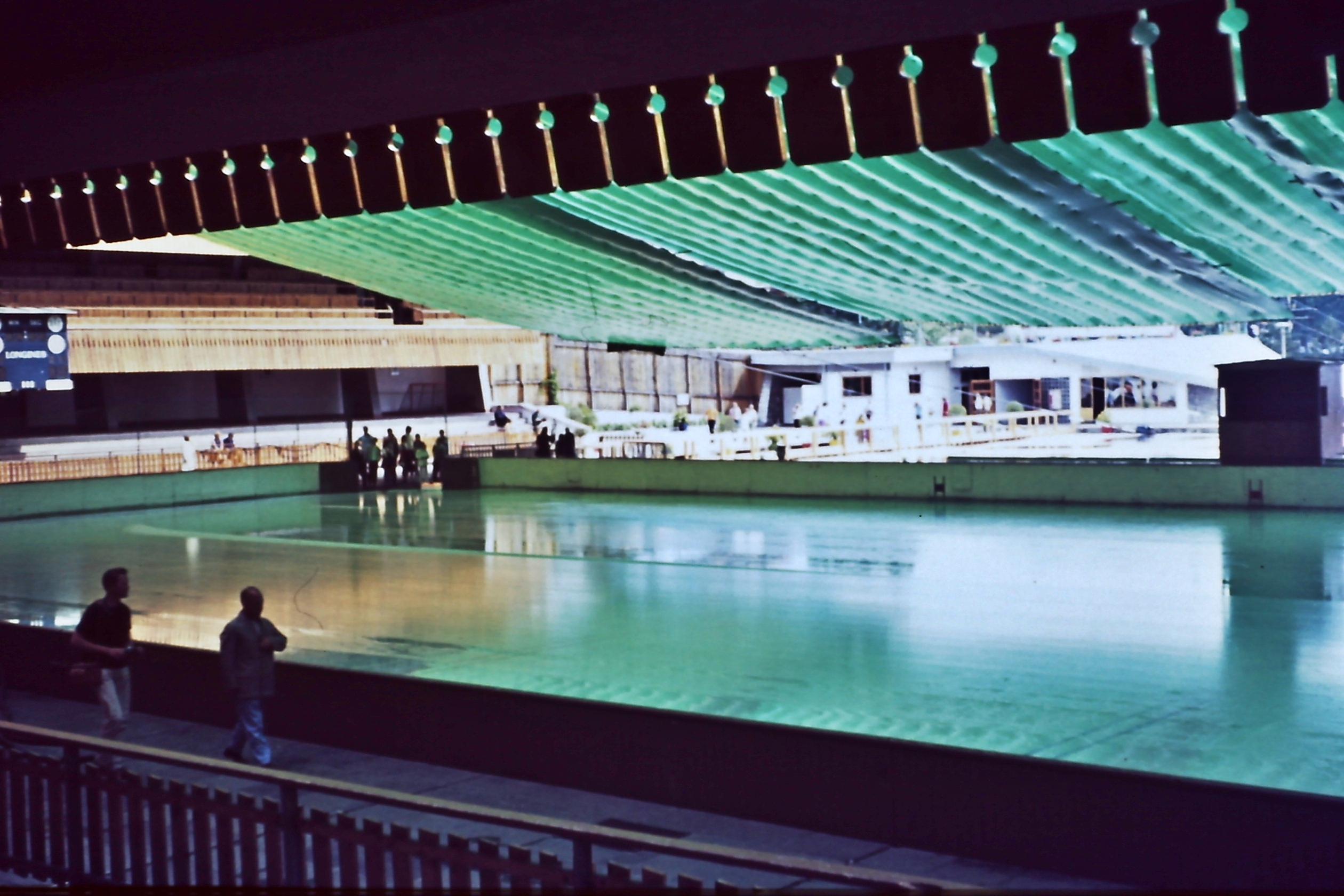
Blick auf die Eisfläche (1971)
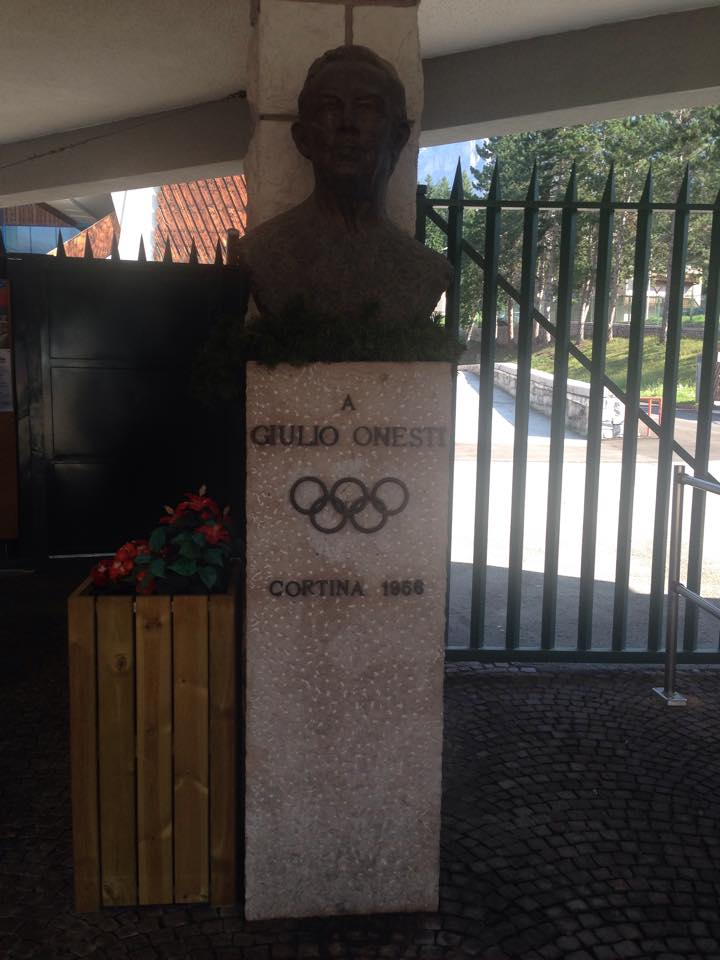
Büste von Giulio Onesti, Präsident des CONI von 1946–1978, am Eingang des Olympischen Eisstadions
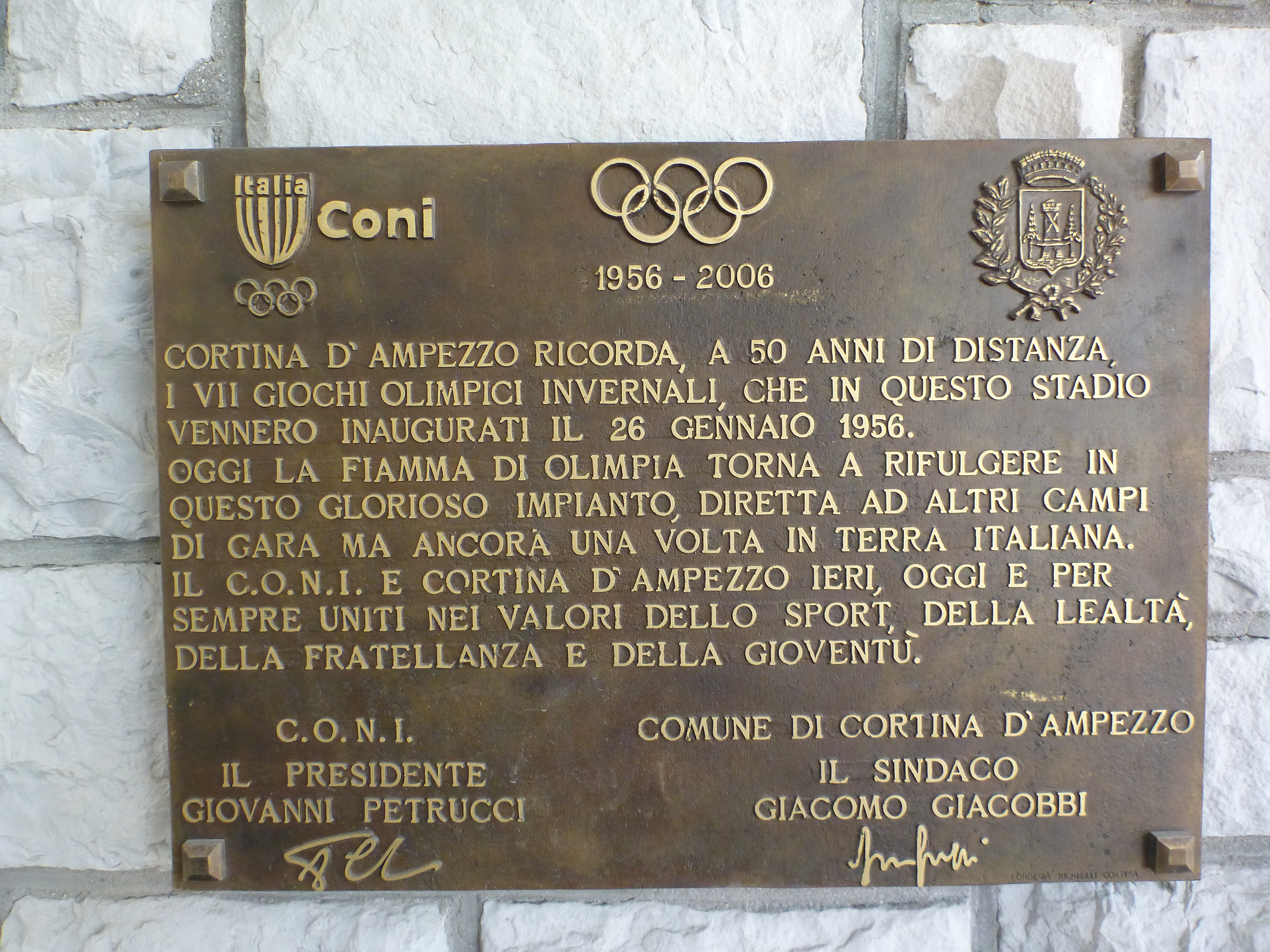
Tafel am Stadio Olimpico del Ghiaccio in Erinnerung an die Olympischen Winterspiele 1956
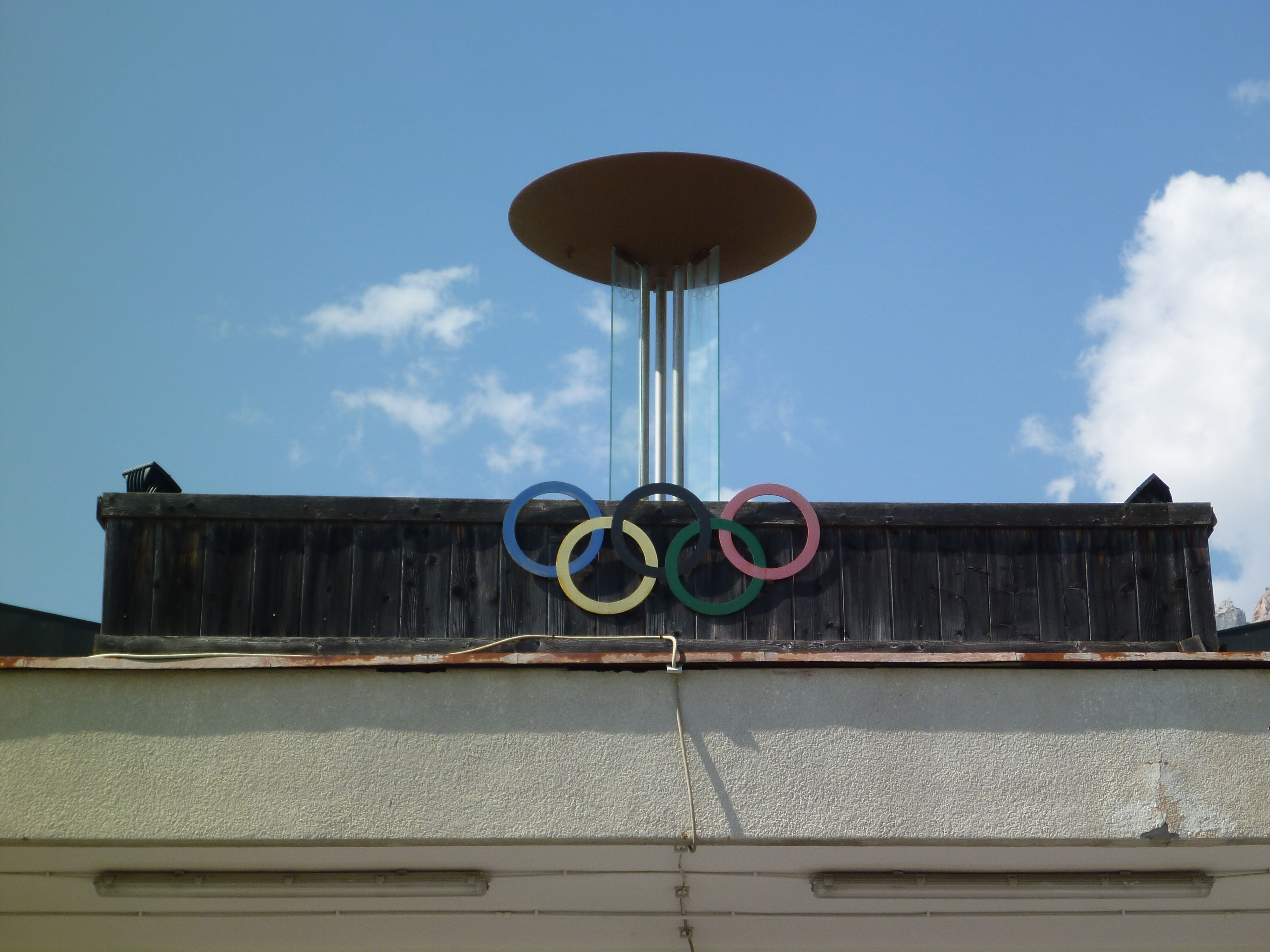
Die Feuerschale für das olympische Feuer auf der Halle (2013)